# Piotr Zander
Piotr Artur Zander (ur. 8 stycznia 1959 w Inowrocławiu) – polski gitarzysta rockowy.

## Kariera
Najbardziej znany z występów w zespole Lombard, z którym grał od 1981 do 1991 roku oraz od 1997 do 2003. Jest kompozytorem kilku utworów tej grupy. Jest również założycielem grupy hardrockowej ZanderHaus, z którą nagrał płytę 36 i 6. W 1988 roku pod własnym nazwiskiem nagrał kasetę Pora na seks (wyd. Polton PC-050), na którą zaprosił m.in. Janusza Panasewicza.
W 2007 roku solówka z utworu „Znowu radio” została wyróżniona przez magazyn „Newsweek” jako jedna z pięciu najlepszych solówek rockowych w Polsce.
Od maja 2009 - 2012 grał w zespole solowego projektu Małgorzaty Ostrowskiej.

## Dyskografia

### albumy
- 1983 – Lombard Śmierć dyskotece! – Polskie Nagrania „Muza”
- 1983 – Lombard Live – Savitor
- 1984 – Lombard Wolne od cła – Klub Płytowy Razem
- 1984 – Lombard Szara maść – Savitor
- 1984 – Lombard Koncertowe przygody zespołu Lombard – Merimpex
- 1985 – Lombard Hope and Penicillin – Savitor
- 1985 – Lombard Anatomia – Savitor
- 1986 – Lombard Wings of a Dove – Kix 4U Records
- 1987 – Lombard Live Hits 87 – Polton
- 1987 – Lombard Kreacje – Pronit
- 1988 – Piotr Zander Pora na seks – Polton
- 1989 – Lombard The Very Best of Lombard Live – Tomax
- 1989 – Lombard Koncert – Wifon
- 1990 – Lombard Welcome Home – ZPR-Records
- 1991 – Lombard Rocking the East – Polton
- 1991 – Lombard ’81–’91 Największe przeboje – Intersonus (składanka przebojów w nowych wersjach)
- 1991 – Bolter The Best... – Polskie Nagrania „Muza” (album kompilacyjny)
- 1994 – Lombard Największe przeboje 1981–1987 (1) – Rock Long Luck (album kompilacyjny)
- 1994 – Lombard Największe przeboje 1981–1987 (2) – Rock Long Luck (album kompilacyjny)
- 1994 – Lombard Ballady – Ania Box Music (album kompilacyjny)
- 1996 – Lombard Gold – Koch International (album kompilacyjny)
- 1997 – Zanderhaus 36 i 6 – Rubicon
- 1998 – Lombard Gold – Koch International (album kompilacyjny)
- 2000 – Lombard Deja’Vu – Pomaton EMI
- 2002 – Lombard 20 lat – koncert przeżyj to sam – Koch International
- 2004 – Lombard The Best – Przeżyj to sam – MTJ (reedycja albumu ’81–’91 Największe przeboje)
- 2004 – Offside Moja obsesja – Groove Mind / Pomaton EMI
- 2007 – Lombard Gwiazdy polskiej muzyki lat 80. – TMM Polska / Planeta Marketing (album kompilacyjny)
- 2012 – Małgorzata Ostrowska GRAMY! – MTJ[6]

### single solo
- 1985 – Zander „Rotterdam” / „Positano” – Tonpress